# Wasserturm (Deisenhofen)
Der Wasserturm Deisenhofen ist ein Wasserturm in Deisenhofen, einem Ortsteil der oberbayerischen Gemeinde Oberhaching im Landkreis München. Das Bauwerk ist als Baudenkmal in die Bayerische Denkmalliste eingetragen.
Seit 2015 dient der Wasserturm als Point of Presence(Knotenpunkt) für die Breitbandversorgung in Oberhaching.

## Beschreibung
Der Wasserturm liegt in der Gartenstraße etwa 150 Meter nördlich des Bahnhofs und des Postamts. Er wurde 1898 errichtet. 
Der Turm ist ein Rundturm mit einem Basisdurchmesser von etwa 5 Metern. Das Äußere ist farbig gestaltet. Das mit einem Gesims abgeschlossene Erdgeschoss hat eine Bandrustizierung und ist rot gestrichen. Die Obergeschosse haben eine glatte Fassade und sind grün gestrichen. Die auf dem Turm aufsitzende rote Turmkanzel hat ein Kegeldach mit Laterne.